# Sam Mejías
No confundir con Sammy Mejía, baloncestista.
Samuel Elías Mejía Arzeno (nacido el 9 de mayo de 1950 en Santiago) es un ex jardinero dominicano que jugó en las Grandes Ligas de Béisbol desempeñándose más que nada como suplente del jardinero titular. Mejías jugó entre 1976 y 1981 para los Cardenales de San Luis (1976), Expos de Montreal (1977-78), los Cachorros de Chicago (1979) y los Rojos de Cincinnati (1979-81).
En una carrera de seis temporadas, Mejías fue un  bateador de .247 (86-de-348) con cuatro  jonrones y 31 carreras impulsadas en 334 juegos, incluyendo  51 carreras, 13 dobles, dos triples, y ocho bases robadas.
Tras su carrera como jugador, Mejías dirigió desde 1983 hasta 1992 en el sistema de ligas menores de los Rojos de Cincinnati, y más tarde se desempeñó como preparador en las Grandes Ligas con los Marineros de Seattle (1993-1999)  y los Orioles de Baltimore (2007).